# Кстово
Кстово (рус. Кстово) град је у Русији у Нижегородској области. Према попису становништва из 2010. у граду је живело 66.641 становника.

## Становништво
Према прелиминарним подацима са пописа, у граду је 2010. живело 66.641 становника, 303 (0,45%) мање него 2002.
| 1959.  | 1970.  | 1979.  | 1989.  | 2002.  | 2010.  |
| ------ | ------ | ------ | ------ | ------ | ------ |
| 27.023 | 48.336 | 58.774 | 64.214 | 66.944 | 66.657 |